# Javier Sicilia

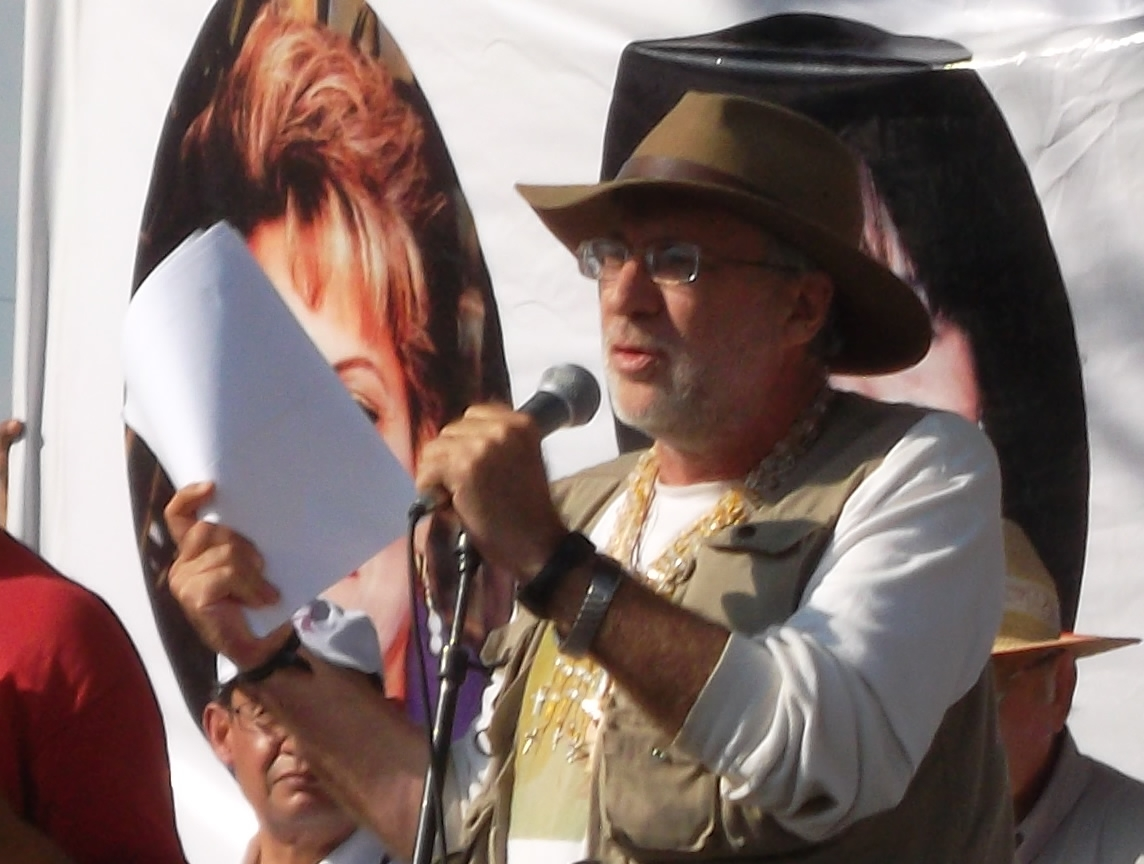
Javier Sicilia

Javier Sicilia (Mexico-Stad, 31 mei 1956) is een Mexicaans dichter, journalist en activist.
Sicilia plaatst zichzelf in de traditie van de katholieke mystici als Teresa de Ávila en is een bewonderaar van Ivan Illich, met wie hij een vriendschap onderhield. Sicilia heeft geschreven voor verschillende kranten en tijdschriften, waaronder La Jornada en Proceso. Hij was oprichter van het literaire tijdschrift El Telar en directeur van het niet meer bestaande Ixtus. Sinds 1995 zit hij in het bestuur van het Nationaal Kunstenaarsysteem en is hij hoogleraar literatuur aan de La Salle-universiteit.
Op 28 maart 2011 werd Sicilia's zoon Juan Francisco Sicilia Ortega samen met zes anderen door misdadigers om het leven gebracht in Temixco in de staat Morelos. Sindsdien heeft Sicilia zich opgeworpen als leider van een beweging die het einde van de Mexicaanse drugsoorlog eist. Sicilia eist de terugtrekking van het leger, een einde aan de straffeloosheid, het gedogen van drugshandel middels een verbond met de drugskartels en het aftreden van minister Genaro García Luna. Sicilia organiseerde in april verschillende protesten; in Cuernavaca bracht hij 40.000 mensen op de been en in Mexico-Stad 20.000. Van 5 tot 8 mei leidde hij een protestmars van Cuernavaca naar Mexico-Stad, bij aankomst op het Zócalo van Mexico-Stad waren 200.000 demonstranten aanwezig.
Hoewel de autoriteiten verschillende arrestaties hebben verricht is het nog niet gelukt de moord op Juan Francisco Sicilia op te lossen; verschillende arrestanten bleken in het geheel niets met de moord te maken te hebben.